# Хукат

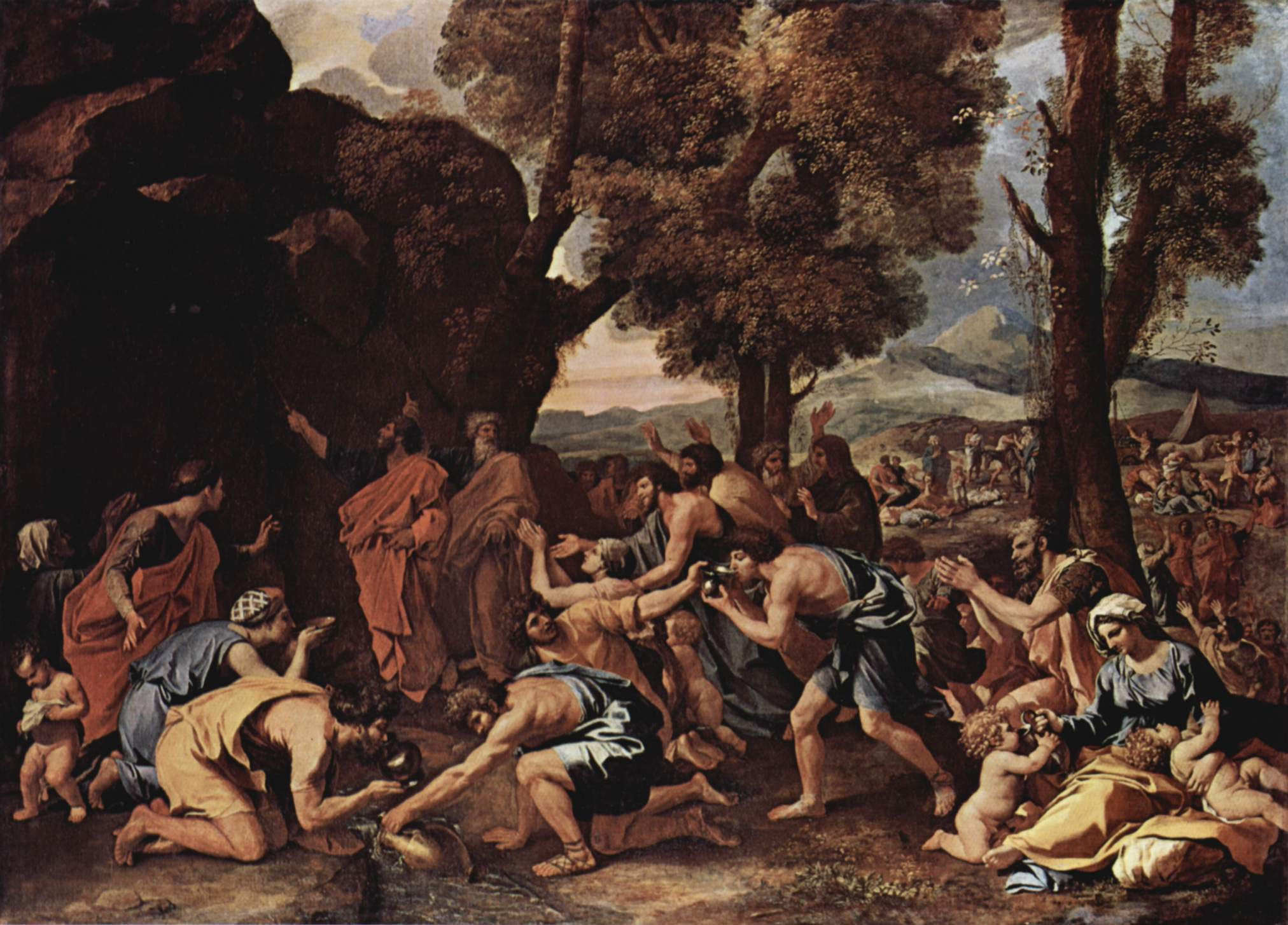
Моисей, высекающий воду из скалы. Картина Николы Пуссена, около 1633—1635 годов.

Хукат (ивр. חֻקַּת‎) — одна из 54 недельных глав-отрывков, на которые разбит текст Пятикнижия (Хумаша). 39-й раздел Торы, 6-й раздел книги Чисел.

## Краткое содержание
Моше получает закон о «красной телице», чей пепел использовался для очищения тех, кто становился ритуально нечист из-за контакта с мёртвым телом.
После сорока лет странствий евреи приходят в пустыню Цин, где умирает Мирьям. Народ страдает от жажды и начинает роптать. Бог говорит Моше обратиться к скале и велеть ей дать воду. Моше, разгневанный строптивостью народа, ударяет посохом по скале. Из камня бьёт вода, но Всевышний говорит Моше, что ни он, ни Аарон не войдут в Землю Обетованную.
Аарон умирает на горе Ор-Аар и его сын Элазар принимает первосвященство. Когда евреи вновь ропщут против Бoга и Моше, на их походный стан нападают ядовитые змеи. Всевышний велит Моше поместить медного змея на высокий шест, чтобы всякий, кто взглянет на него, подняв глаза ввысь, был исцелён от змеиного яда.
Народ поёт песнь в честь чудесного источника, обеспечивавшего их водой в пустыне. Моше ведёт народ в битву с эморейскими царями Сихоном и Огом, пытавшимся воспрепятствовать проходу евреев через их земли, разбивает их и овладевает их землёй, лежащей к востоку от Иордана.